# Meisterschaft von Zürich 2006
Il Meisterschaft von Zürich 2006, novantatreesima edizione della corsa, valido come prova del circuito UCI ProTour 2006, si svolse il 1º ottobre 2006 su un percorso di 240,9 km. Venne vinto dallo spagnolo Samuel Sánchez, che terminò in 6h03'47".

## Squadre partecipanti
| N.      | Cod. | Squadra                |
| ------- | ---- | ---------------------- |
| 1-8     | QSI  | Quick Step-Innergetic  |
| 11-18   | CSC  | Team CSC               |
| 21-28   | FDJ  | Française des Jeux     |
| 31-38   | LAM  | Lampre-Fondital        |
| 41-48   | PHO  | Phonak Hearing Systems |
| 51-58   | EUS  | Euskaltel-Euskadi      |
| 61-68   | DSC  | Discovery Channel      |
| 71-78   | RAB  | Rabobank               |
| 81-88   | C.A  | Crédit Agricole        |
| 91-98   | DVL  | Davitamon-Lotto        |
| 101-108 | LIQ  | Liquigas               |

| N.      | Cod. | Squadra              |
| ------- | ---- | -------------------- |
| 111-118 | BTL  | Bouygues Télécom     |
| 121-128 | GST  | Gerolsteiner         |
| 131-138 | COF  | Cofidis              |
| 141-148 | MRM  | Team Milram          |
| 151-158 | SDV  | Saunier Duval-Prodir |
| 161-168 | TMO  | T-Mobile Team        |
| 171-178 | A2R  | AG2R Prévoyance      |
| 181-188 | LSW  | Astana               |
| 191-198 | CEI  | Caisse d'Epargne     |
| 201-208 | BAR  | Barloworld           |
| 211-218 | VBG  | Team Vorarlberg      |

## Ordine d'arrivo (Top 10)
| Pos. | Corridore         | Squadra       | Tempo    |
| ---- | ----------------- | ------------- | -------- |
| 1    | Samuel Sánchez    | Euskaltel     | 6h03'47" |
| 2    | Stuart O'Grady    | Team CSC      | a 30"    |
| 3    | Davide Rebellin   | Gerolsteiner  | s.t.     |
| 4    | Michael Boogerd   | Rabobank      | s.t.     |
| 5    | Fabian Cancellara | Team CSC      | a 36"    |
| 6    | Cristian Moreni   | Cofidis       | s.t.     |
| 7    | Nicki Sørensen    | Team CSC      | s.t.     |
| 8    | Vladimir Gusev    | Discovery Ch. | a 1'17"  |
| 9    | Danilo Di Luca    | Liquigas      | a 1'20"  |
| 10   | Filippo Pozzato   | Quick Step    | s.t.     |